# Kevin Millar

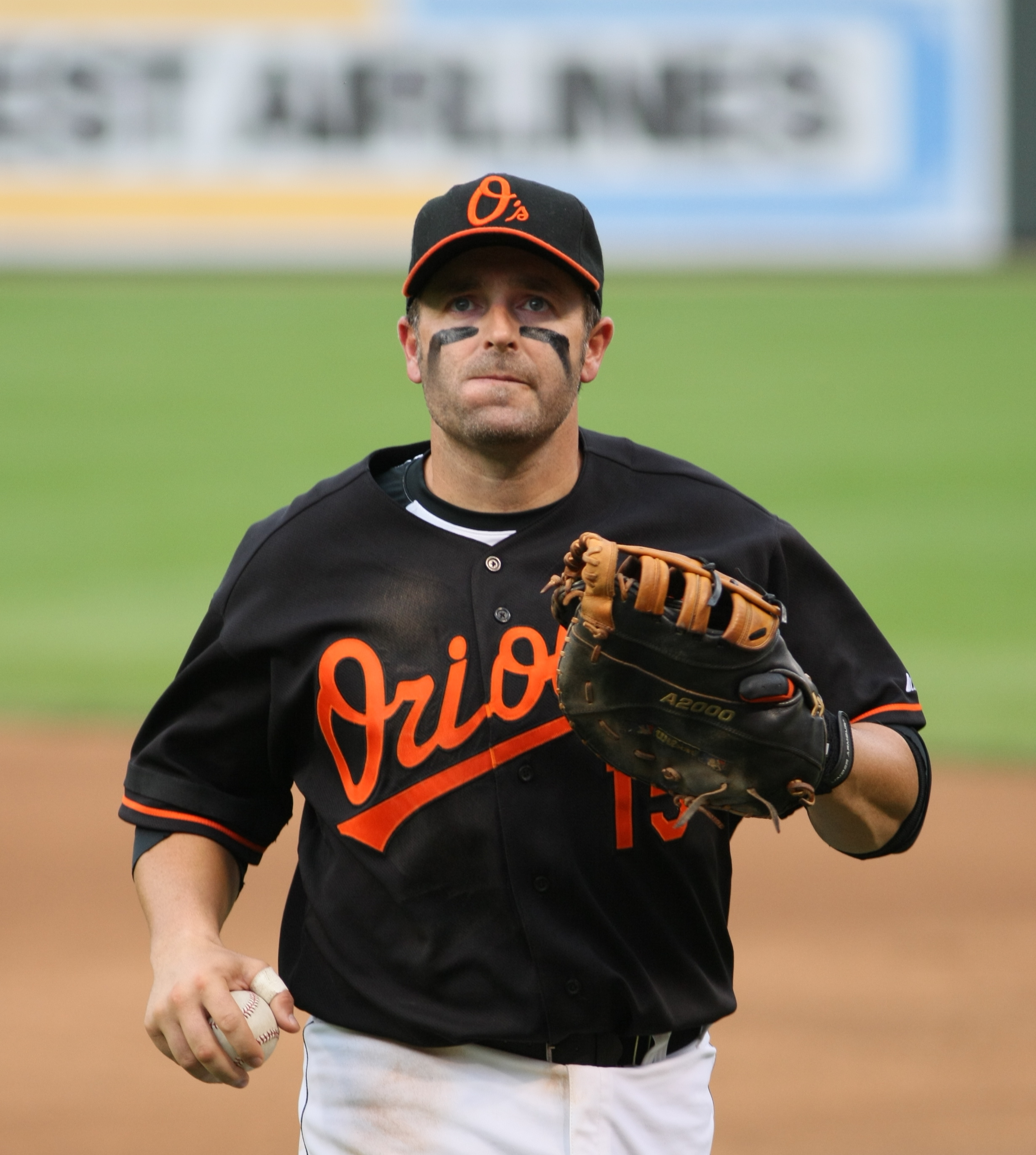
Foto do jogador de beisebol norte-americano Kevin Charles Millar.

Kevin Charles Millar é um jogador profissional de beisebol norte-americano.

## Carreira
Kevin Millar foi campeão da World Series 2002 jogando pelo Anaheim Angels. Na série de partidas decisiva, sua equipe venceu o San Francisco Giants por 4 jogos a 3.